# Oliveto (isola)
Oliveto o Maslignak (in croato Maslinjak) è un isolotto disabitato della Croazia situato a sudovest dell'isola di Isto.
Amministrativamente appartiene alla città di Zara, nella regione zaratina.

## Geografia
Oliveto si trova 1,06 km a sudovest dell'isola di Isto e 2,72 km a ovest di Melada. Nel punto più ravvicinato, punta Darchio (Artić) nel comune di Brevilacqua, dista dalla terraferma 28,5 km.
Oliveto è un isolotto di forma quasi rettangolare, con i vertici arrotondati e orientato in direzione nordovest-sudest, che misura 325 m di lunghezza e 220 m di larghezza massima. Ha una superficie di 0,0596 km² e uno sviluppo costiero di 0,959 km. Al centro, raggiunge un'elevazione massima di 33 m s.l.m..

### Isole adiacenti
- Cernicova (Črnikovac), isolotto ovoidale situato 645 m a nord di Oliveto.
- Petroso (Kamenjak), isolotto triangolare situato 800 m a est di Oliveto.
- Scoglio Funestrara[13][14] (hrid Funestrala), piccolo scoglio irregolare situato 575 m a est di Dossaz e 790 m a nordovest di Oliveto. È lungo 50 m[15] e largo 30 m[16]. Ha una superficie di 554 m²[3]. 44°15′08.2″N 14°44′39.5″E
- Galiola[1][17] (Galiola), piccolo scoglio irregolare situato 650 m a sud di Dossaz e 1,12 km a ovest di Oliveto. È lungo 65 m[18] e largo 55 m[19]. Ha una superficie di 1339 m²[3]. 44°14′46″N 14°44′17.5″E

### Cartografia
- (HR) Mappa topografica della Croazia 1:25000, su preglednik.arkod.hr.